# Redovje
Redovje je naseljeno mjesto u Republici Hrvatskoj u Zagrebačkoj županiji.

## Zemljopis
Administrativno je u sastavu Jastrebarskog. Naselje se proteže na površini od 0,75 km².

## Stanovništvo
Prema popisu stanovništva iz 2001. godine Redovje ima 37 stanovnika koji žive u 16 kućanstava. Gustoća naseljenosti iznosi 49,33 st./km².
| broj stanovnika | 23    | 32    | 31    | 50    | 37    | 46    | 43    | 40    | 47    | 45    | 39    | 44    | 41    | 42    | 37    | 29    | 26    |
|                 | 1857. | 1869. | 1880. | 1890. | 1900. | 1910. | 1921. | 1931. | 1948. | 1953. | 1961. | 1971. | 1981. | 1991. | 2001. | 2011. | 2021. |